# 丙烯酸酯
丙烯酸酯（acrylic ester），IUPAC：prop-2-enoates，化学通式 CH2=CHCOOR，是由丙烯酸与醇类酯化制得的酯类；一般作为制造胶黏剂、合成树脂、特种橡胶和塑料的单体。聚丙烯酸酯（polyacrylate）则是结构重复单元为 —CH2—CH(COOR)— 的聚合物。
英语 acrylate 则较含糊，泛指丙烯酸的盐、酯和共轭碱，所以可译为丙烯酸盐、丙烯酸酯。丙烯酸根离子（acrylate ion）是阴离子 CH2=CHCOO-。
丙烯酸酯通常是指丙烯酸的酯的总称，较重要的种类包括丙烯酸甲酯、丙烯酸乙酯等。这些丙烯酸酯含有乙烯基。这些化合物是双官能化合物：乙烯基易于聚合，而羧酸酯基团带有无数的官能团。改性丙烯酸酯也有很多，如甲基丙烯酸酯（CH2=C(CH3)CO2R）和氰基丙烯酸酯（CH2=C(CN)CO2R）。丙烯酸酯也可以指通过丙烯酸酯单体的乙烯基聚合制备的聚丙烯酸酯。